# Zuzara furcifer
Zuzara furcifer är en kräftdjursart som beskrevs av Barnard 1920. Zuzara furcifer ingår i släktet Zuzara och familjen klotkräftor. Inga underarter finns listade i Catalogue of Life.